# Gummitryk
Gummitryk er en fotografisk kopieringsmetode. Gummitryk har dog ingen betydning, hvor det drejer sig om massefremstilling af fotografier, da fremstillingen tager temmelig lang tid, og da man næppe vil kunne lave et større antal billeder ganske ens. Gummitryk fremstilles på følgende måde: Et passende stykke papir overstryges med en gelatineopløsning og tørres. Derpå overstryges det jævnt med en opløsning af gummi arabicum og tve-kromsurt kali, hvortil sættes noget akvarelfarve. papiret tørres i mørke, kopieres under et negativ, og fremkaldes i koldt vand, hvori det henligger i nogen tid. lokal fremkaldelse kan ske, ved at man lader en vandstråle virke på vedkommende sted, eller ved at man bearbejder stedet med vand ved hjælp af en pensel eller svamp. Man kan også fremkalde med savsmuld og vand. Efter fremkaldelsen lægges billedet i et klarebad.
Præparationen af papiret og kopieringen kan gentages, og man kan ad denne vej fremstille flerfarvede gummitryk.